# 자말 믹슨
저말 믹슨(Jamal Mixon, 1983년 6월 17일 ~ )은 미국의 배우이다.
텍사스주에서 태어났다.

## 출연 작품

### 영화
- 너티 프로페서 (1996)
- Def Jam's How to Be a Player (1997)
- 너티 프로페서 2 (2000)
- 하우스 파티 4 (2001, House Party 4: Down to the Last Minute)
- 사랑은 언제나 좋아 (2001, Longshot)
- 쿡아웃 (2004, The Cookout) - 넬슨 역
- 그리다이언 갱 (2006)
- 시니어 스킵 데이 (2008, Senior Skip Day)
- 폴 블라트: 몰 캅 (2009)
- White T (2013) - 헨리 웨더스푼 역